# Полонія (Варшава)
«Поло́нія Варша́ва» (пол. Polonia Warszawa) — професіональний польський футбольний клуб з міста Варшава.

## Історія
Восени 1911 року учнями варшавських шкіл був організований клуб, який отримав назву «„Полонія“ Варшава». У 1915 році у результаті переоформлення клуб став спортивним. У 1921 році «Полонія» дебютувала у чемпіонаті Польщі, здобувши титул віце-чемпіона. У 1939 році клуб припинив існування.
Під час Другої світової війни на початку 1942 року клуб відновив діяльність. У 1946 команда перемогла у першому повоєнному чемпіонаті. У 1948 рішенням польських влад багато клубів розформовано і організовано галузеві клуби на зразок радянських команд. «Полонія» була приписана до залізничної промисловості і перейменована на «Колеяж Варшава». У 1952 клуб здобув свій перший Кубок.
У 1957 році повернено історичну назву «Полонія Варшава». У 1997 році команда дебютувала в європейських турнірах. У 2000 у назві клубу була додана назва спонсору ГООП (HOOP). Але невдовзі отримав свою сучасну назву. 11 липня 2008 року президент «Полонії» викупив акції клубу «Дискоболія» (Гродзиськ-Великопольський), який виступав у Екстракласі. У результаті цієї транзакції «Дискоболія» припинила існування, а «Полонія» отримала її колишніх футболістів і підвищилася у класі.

## Назви
Колишні назви:
- 1911: Полонія Варшава (пол. Polonia Warszawa)
- 1915: КС Полонія Варшава (пол. KS [Klub Sportowy] Polonia Warszawa)
- 1939—1942: не виступав
- 1942: КС Полонія Варшава (пол. KS Polonia Warszawa)
- 1945: МКС Полонія Варшава (пол. MKS [Milicyjny KS] Polonia Warszawa)
- 1945: КС Полонія Варшава (пол. KS Polonia Warszawa)
- 13.09.1948: ЗЗК Полонія Варшава (пол. ZZK [Związek Zawodowy Kolejarzy] Polonia Warszawa)
- 1949: ЗКС Колеяж Варшава (пол. ZKS [Związkowy Klub Sportowy] Kolejarz Warszawa)
- 1955: ЗКС Полонія-Колеяж Варшава (пол. ZKS Kolejarz-Polonia Warszawa)
- 1957: ККС Полонія Варшава (пол. KKS [Kolejowy Klub Sportowy] Polonia Warszawa)
- 24.07.1995: КПП ССА (пол. KPP [Klub Piłkarski Polonia] SSA [Sportowa Spółka Akcyjna])
- 2000: КПП ГООП Полонія Варшава ССА (пол. KPP HOOP Polonia Warszawa SSA)
- 2000: КПП ССА (пол. KPP SSA)
- 17.01.2004: КСП Полонія Варшава ССА (пол. KSP [Klub Sportowy Piłkarski] Polonia Warszawa SSA)

## Титули та досягнення
- Чемпіонат Польщі:
  - чемпіон (2): 1946, 1999/2000
  - срібний призер (3): 1921, 1926, 1997/1998
  - бронзовий призер (11): 1923 (разом з Варта (Познань)), 1951 (разом з АКС (Хожув))
- Кубок Польщі:
  - володар (2): 1952, 2001/2002
- Кубок Польської Ліги:
  - володар (1): 2000
- Суперкубок Польщі:
  - володар (1): 2000

Участь у євротурнірах:
- Ліга чемпіонів УЄФА:
  - 3 кваліфікаційний раунд: 2000/2001
- [[Файл:|16px]] Кубок УЄФА/Ліга УЄФА:
  - 3 кваліфікаційний раунд: 2009/2010
- Кубок Інтертото:
  - 1/2 фіналу: 1999

## Виступи в єврокубках
| Сезон   | Змагання        | Раунд      |            | Клуб                | Результат |
| ------- | --------------- | ---------- | ---------- | ------------------- | --------- |
| 1997    | Кубок Інтертото | Група 1    | Данія      | Ольборг             | 0–2       |
|         |                 |            | Білорусь   | Динамо-93           | 1–4       |
|         |                 |            | Нідерланди | Геренвен            | 0–0       |
|         |                 |            | Німеччина  | Дуйсбург            | 0–0       |
| 1998–99 | Кубок УЄФА      | 1КР        | Естонія    | Таллінна Садам      | 2–0, 3–1  |
|         |                 | 2КР        | Росія      | Динамо Москва       | 0–1, 0–1  |
| 1999    | Кубок Інтертото | 1Р         | Молдова    | Тилігул-Тирас       | 4–0, 0–0  |
|         |                 | 2Р         | Данія      | Копенгаген          | 1-1, 3-0  |
|         |                 | 3Р         | Угорщина   | Вашаш               | 2–0, 2–1  |
|         |                 | 1/2 фіналу | Франція    | Мец                 | 1–5, 1–1  |
| 2000–01 | Ліга чемпіонів  | 2КР        | Румунія    | Динамо Бухарест     | 4–3, 3–1  |
|         |                 | 3КР        | Греція     | Панатінаїкос        | 2–2, 1–2  |
|         | Кубок УЄФА      | 1Р         | Італія     | Удінезе             | 0–1, 0–2  |
| 2001–02 | Кубок УЄФА      | КР         | Уельс      | Нью-Сейнтс          | 4–0, 2–0  |
|         |                 | 1Р         | Нідерланди | Твенте              | 1–2, 0–2  |
| 2002–03 | Кубок УЄФА      | КР         | Мальта     | Сліма Вондерерс     | 3–1, 2–0  |
|         |                 | 1Р         | Португалія | Порту               | 0–6, 2–0  |
| 2003    | Кубок Інтертото | 1Р         | Казахстан  | Тобол Костанай      | 0–3, 1–2  |
| 2009–10 | Ліга Європи     | 1КР        | Чорногорія | Будучност Подгориця | 2–0, 0–1  |
|         |                 | 2КР        | Сан-Марино | Ювенес-Догана       | 1–0, 4–0  |
|         |                 | 3КР        | Нідерланди | НАК Бреда           | 0–1, 1–3  |

## Основний склад
Станом на 1 лютого 2016
| №  | Поз. | Нац.   | Гравець               |
| -- | ---- | ------ | --------------------- |
| 1  | ВР   | Польща | Пржемислав Казимєрчак |
| 2  | ЗХ   | Польща | Анджей Краєвський     |
| 4  | ЗХ   | Польща | Марцин Боченек        |
| 5  | ЗХ   | Польща | Адам Гржибовський     |
| 6  | ЗХ   | Польща | Каміл Томас           |
| 7  | ПЗ   | Польща | Бартош Никсинський    |
| 7  | ПЗ   | Польща | Міхал Гвязда          |
| 9  | НП   | Польща | Міхал Запасник        |
| 10 | ПЗ   | Польща | Кристіан Пєжара       |
| 11 | ПЗ   | Польща | Ян Дзвігала           |
| 13 | ЗХ   | Польща | Гржегош Янишевський   |
| 14 | ПЗ   | Литва  | Донатас Наркосіус     |
| 15 | ЗХ   | Польща | Пьйотр Степняк        |
| 16 | ПЗ   | Польща | Філіп Ковальчик       |
| 17 | ПЗ   | Польща | Александер Гіжела     |
| 18 | ЗХ   | Польща | Базилі Кокот          |

| №  | Поз. | Нац.   | Гравець                 |
| -- | ---- | ------ | ----------------------- |
| 19 | ЗХ   | Польща | Гржегош Войдига         |
| 20 | ПЗ   | Польща | Марцин Клюшка           |
| 21 | НП   | Польща | Конрад Циховський       |
| 22 | ПЗ   | Польща | Мацей Вілановський      |
| 23 | ПЗ   | Польща | Александер Томашевський |
| 24 | ПЗ   | Польща | Максиміліан Бржоско     |
| 25 | ВР   | Польща | Міхал Брудницький       |
| 26 | ЗХ   | Польща | Пьйотр Аугустиняк       |
| 27 | ПЗ   | Польща | Гржегош Арлукович       |
| 30 | ВР   | Польща | Томаш Куч               |
| 34 | ПЗ   | Польща | Пржемислав Плахета      |
| 95 | ПЗ   | Польща | Ігор Яжчак              |
| 98 | ЗХ   | Польща | Бартоломєй Урбанський   |
| 99 | ЗХ   | Польща | Даніель Хорош           |
| ?  | ЗХ   | Польща | Бартош Вибранєц         |